# Henry van de Velde
Henry van de Velde (Antwerpen, 1863. április 3. – Zürich, 1957. október 15.) belga festő, építész, bútorkészítő. Az Art Nouveau kialakulásához - Victor Horta mellett - nagyban hozzájárult.

## Élete
Először ő is festőnek tanult Antwerpenben, majd építészettel és iparművészettel folytatta tanulmányait. 1895-ben építette meg saját házát Brüsszelben. 1896-ban mutatta be lakberendezési tárgyait Samuel Bing galériájában, a párizsi "L'Art Nouveau"-ban. Ekkor tett szert nemzetközi hírnévre. 
1898-ban egy avantgárd klub, a "Le Vignt" tagja lett, ahol megismerkedett az angol "Arts and Crafts" mozgalommal, William Morris képviselőjeként.
Több könyvet és esszét is megjelentetett eredeti művészeti elképzeléseiről. Ezek:
- Le Déblaiement d'Art (1895)
- Renaissance in Arts end Crafts (1901)
- Vom neuen Stil (1907)

Nagyrészt Németországban dolgozott, ahol igen nagy megbecsültségnek örvendett. 1900-ban megnyitotta brüsszeli műhelyének berlini fiókját. 1902-ben meghívták Weimarba, egy Arts and Crafts - elvű iskola alapításhoz. Az iskola 1906-tól 1914-ig az ő irányításával működött, és később mint Bauhaus (1919.) vált a modern mozgalmak központjává. 

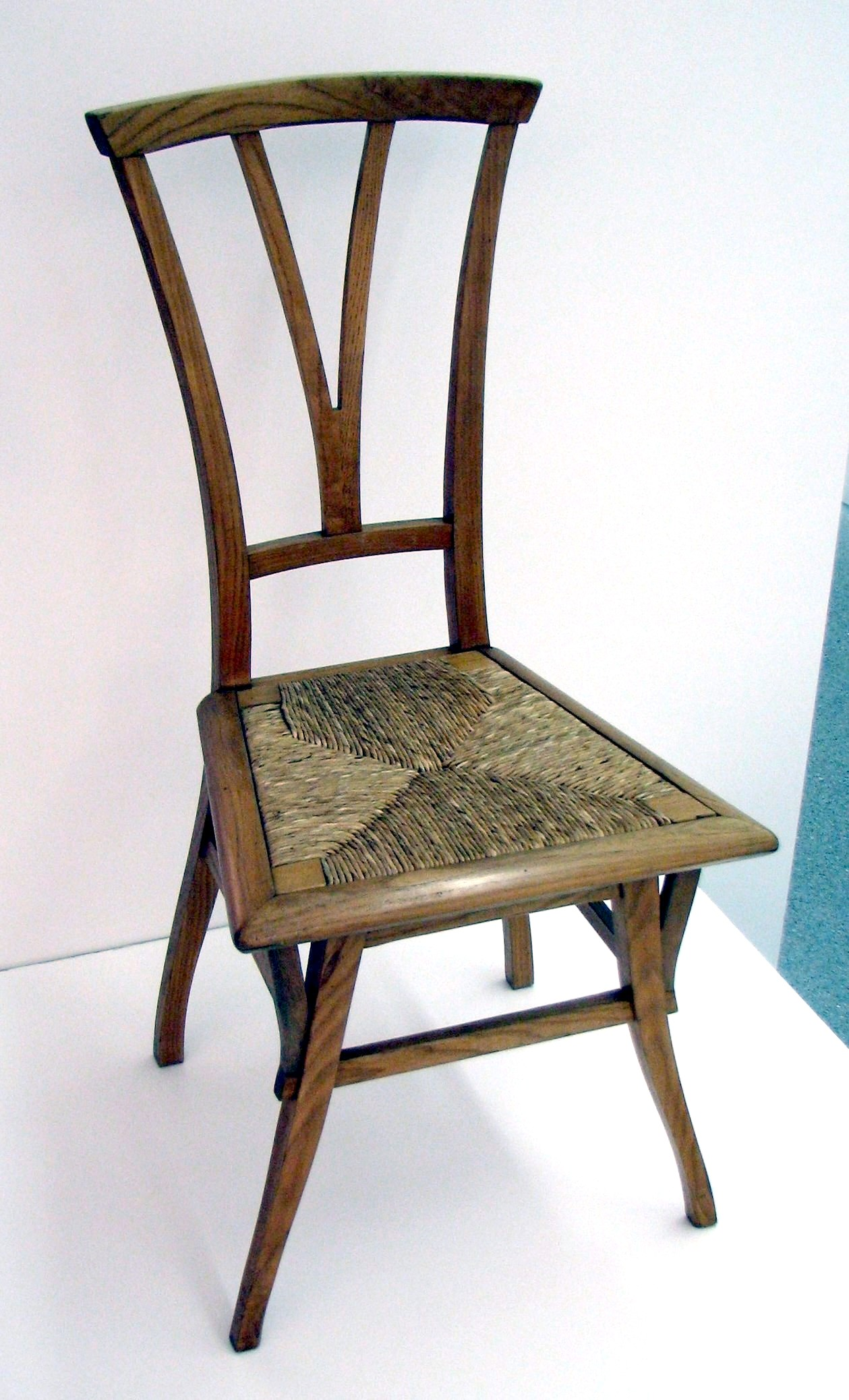
Henry van de Velde által tervezett szék

A modernizmus és funkcionalizmus előfutáraként és teoretikusaként Henry van de Velde az Art Nouveau mozgalom vezető iparművésze volt. Kidolgozta személyes kortárs stílusát a bútortervezésben.s megkísérelte annak átültetését az építészetbe (Weimar: Iparművészeti Múzeum terve, Iparművészeti Iskola, ez utóbbiból lett 1919-ben a (Bauhaus).  Az első absztrakt stílusú Art Nouveau művészként a forma és a funkció egyesítésének koncepcióját fejlesztette ki.
A tárgyak óriási skálájában tervezett, úgymint építészeti munkák, egységes belső dekoráció, bútor, kerámia, fémmunkák és ékszerek. Bútortervezései lineárisak, innovatív dekorációkkal és kifejező ornamentikával részletezettek melyeket erős tradicionális elemekkel kevert. Hortával ellentétben az organikus (természeti) díszítőmotívumokat kerülte.

## Művei

### Épületek
- Van de Velde House, Brüsszel, Belgium (1895)
- Havana Company Store, Berlin, Németország (1899)
- Interior of Folkwang Museum, Hagen (1900)
- University Library, Ghent, Belgium (1935)

### Belsőépítészet
- Drezda: Kiállítási csarnok (1906)
- Weímar: Nietzsche. Archívum  (1903)

### Bútorok
- U.N. "Babszem-íróasztal" és dolgozószoba-belső.
- szekrények és szekreterek
- íróasztalok és székek tölgyből, bronzból, rézből és bőrből, velük társított elektromos lámpákkal és fémmunkákkal,
- porcelán étkészletek. fém evőeszközkészletek
- fa karosszékek bőr díszítéssel

## Források

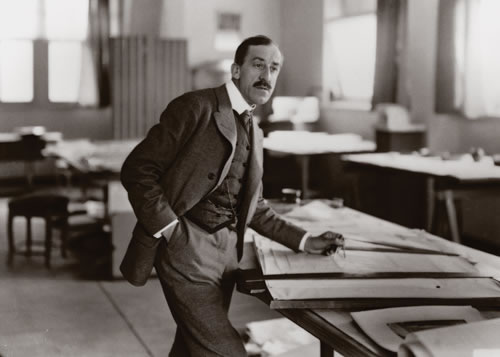
weimari műtermében